# Wakacje nad rzeką Yarra
Wakacje nad rzeką Yarra (ang. Holidays on the River Yarra) – australijski dramat filmowy z 1991 roku w reżyserii Leo Berkeleya. Obraz prezentowany był w sekcji "Un Certain Regard" na 44. MFF w Cannes. Premiera filmu miała miejsce 3 października 1991 roku.
W filmie występuje aktor polskiego pochodzenia Jacek Koman. Zdjęcia kręcono w Melbourne w Australii.

## Fabuła
Opowieść o zagubionych chłopcach. Eddie (Craig Adams) i jego kumpel Mick (Luke Elliot) wchodzą w dorosły wiek bez żadnych planów. Nie posiadają przyzwoitego wykształcenia ani żadnego zatrudnienia. Żyją w miejskim społeczeństwie Melbourne. Życie spędzają snując się po ulicach, przy okazji dobrze się bawiąc. Dużo czasu spędzają na zajęciach zlecanych im przez Big Maca (Alex Menglet), który jest zatwardziałym rasistą. Jednym z ich zajęć jest malowanie obraźliwych haseł rasistowskich na murach starych zakładów przemysłowych czy ścianach opuszczonych domów. Wkrótce ich zleceniodawca informuje ich, że mogą przyłączyć się do rasistowskich najemników i wyjechać razem z nimi do Afryki. Celem wyprawy neonazistów jest dokonanie zamachu stanu w jednym z krajów afrykańskich.
Jednak jest jeden mały szkopuł. Z tego powodu, że są nowicjuszami, muszą za eskapadę zapłacić. Każdy z nich po 500 dolarów. Teraz dwaj chłopcy mają cel w życiu. Muszą poczynić jakieś realne działania w celu uzyskania środków pieniężnych. Jednak znalezienie pracy lub inny sposób zarobienia pieniędzy na wpisowe, nie jest wcale takie prosty. Przysparza im więcej problemów, niż się spodziewali.

## Obsada
- Craig Adams - Eddie
- Luke Elliot - Mick
- Alex Menglet - Big Mac
- Tahir Cambis - Stewie
- Claudia Karvan - Elsa
- Ian Scott - Frank
- Sheryl Munks - Valerie
- Angela McKenna - matka
- Jacek Koman - mechanik
- Eric Mueck - Billy